# Il miracolo di Berna
Il miracolo di Berna (Das Wunder von Bern) è un film di Sönke Wortmann del 2003.

## Trama
Vista dagli occhi di Matthias, un bambino che incontra il suo idolo, il calciatore della nazionale tedesca Helmut Rahn, si ripercorre la vittoria della Germania Ovest ai mondiali del 1954 contro l'Ungheria nella finale disputata a Berna il 4 luglio 1954.
Matthias, figlio di un reduce, ex prigioniero di guerra, vive una realtà familiare e sociale difficile nella Germania della ricostruzione. Il rapporto con il padre, che dopo 12 anni di prigionia fatica a riadattarsi alla vita civile, è improntato ad un rigore che egli fatica sempre di più a sopportare, fino al punto di tentare di scappare di casa, trovando l'unica gioia nella passione per il calcio, cimentandosi in partitelle quotidiane con gli amici.
L'inizio dei campionati mondiali coincide con la ripresa del rapporto col genitore ed i due, il giorno della finale, partono alla volta di Berna per seguire l'incontro ma, a causa di un guasto alla macchina, ritardano l'arrivo e Matthias riesce ad entrare nello stadio solo a pochi minuti dalla fine della partita ma in tempo per vedere il gol della vittoria, segnato dal suo idolo che incontrerà in treno durante il viaggio di ritorno.

## Inesattezze storiche
- Nel film non viene mostrato il gol del pareggio, segnato da Ferenc Puskás a pochi minuti dalla fine ed annullato per fuorigioco[1].